# Antonio de Ligne
Antonio Maria Gioacchino Lamorale de Ligne, XIII principe di Ligne (Bruxelles, 8 marzo 1925 – Belœil, 21 agosto 2005), è stato un principe belga, figlio ultimogenito del principe Eugenio de Ligne.

## Biografia

### Infanzia

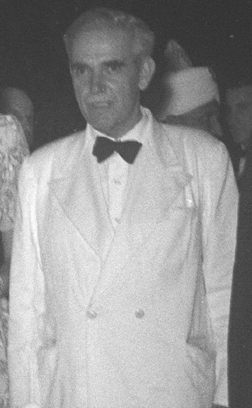
Eugenio II di Ligne

Antonio era l'ultimo dei quattro figli di Eugenio de Ligne e Filippina de Noailles (1898-1991). I suoi fratelli maggiori erano il principe Baldovino (1918-1985), la principessa Isabella (1921-2000) e la principessa Yolanda.

### Seconda guerra mondiale e carriera nell'esercito
Durante la seconda guerra mondiale, Antonio si arruolò nel 1943 come pilota nella Royal Air Force. Fu promosso successivamente al grado di caporale, sergente, sergente pilota, tenente ausiliario dell'aviazione, aerospaziale sottotenente, tenente pilota, tenente di volo e poi Comandante Capitano aviatore. Si laureò nel 1951 come cadetto del Lavoro nella veste di aviatore master.

### Matrimonio

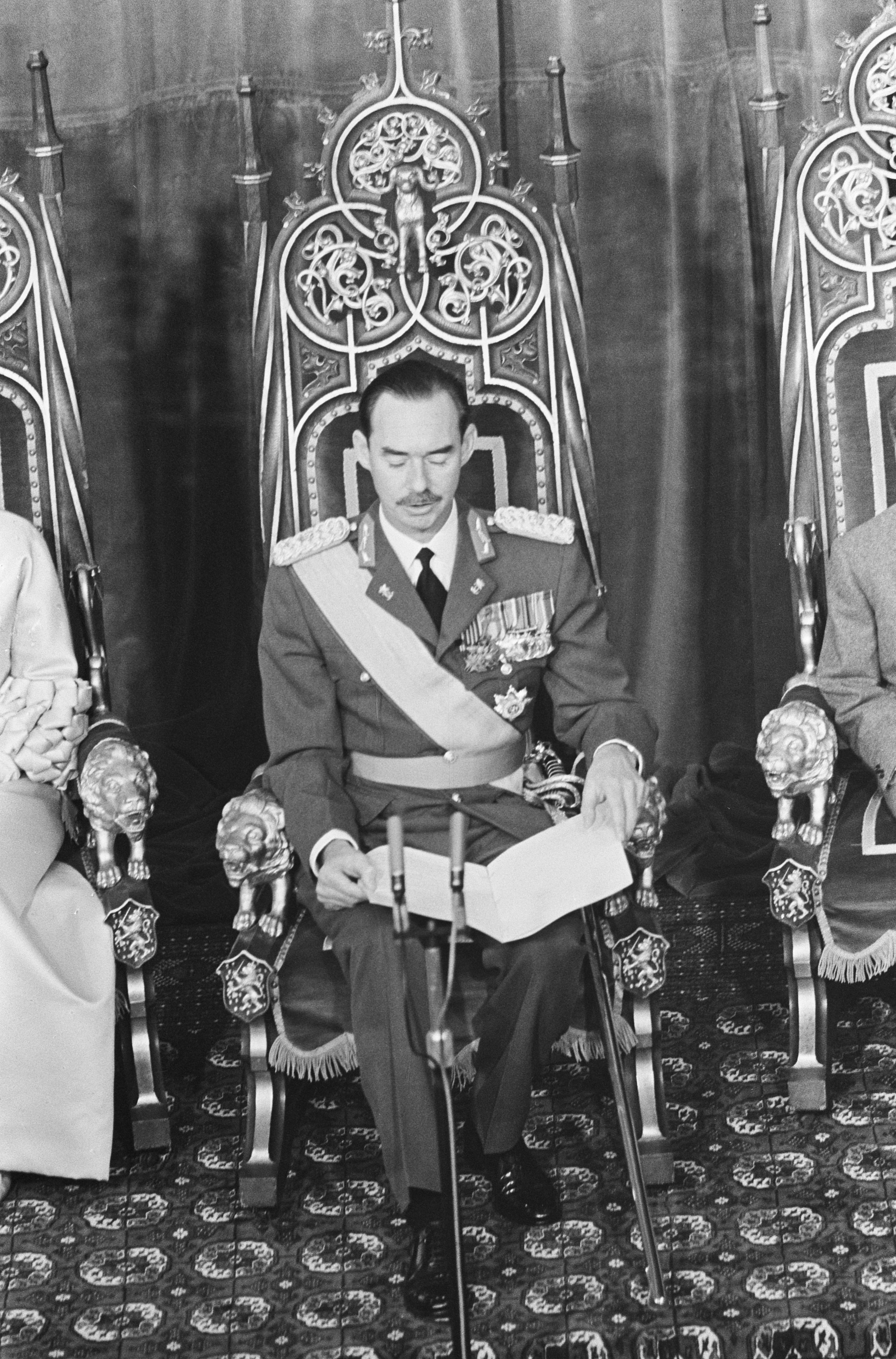
Il granduca Giovanni di Lussemburgo nel giorno del suo discorso inaugurale alla corona nel 1964

Il 17 agosto 1950 sposò Alice di Lussemburgo, sorella minore del granduca Giovanni di Lussemburgo.
Dal loro matrimonio sono nati sette figli.

### Attività nel sociale
Presidente dell'Unione Nazionale Cadetti Lavoro, fu tra i primi direttori del Royal Institute of Elite del Lavoro nel 1954. Da allora continuò a promuovere le attività dell'Istituto per tutta la vita. A motivo del suo impegno, ha successivamente ottenuto il titolo di onorario Cadetto del Lavoro nel 1965 e vinse la medaglia Lavoro honoris causa nel 1969. Negli anni 1966-1976 fu il primo presidente di WWF-Belgio. Conducente e proprietario di mongolfiere, negli anni 1959-1977 fu il presidente della Royal Aero Club d'India, poi nel 1981 e nel 1982 presidente della FAI (Fédération Aéronautique Internationale).

### Principe di Ligne

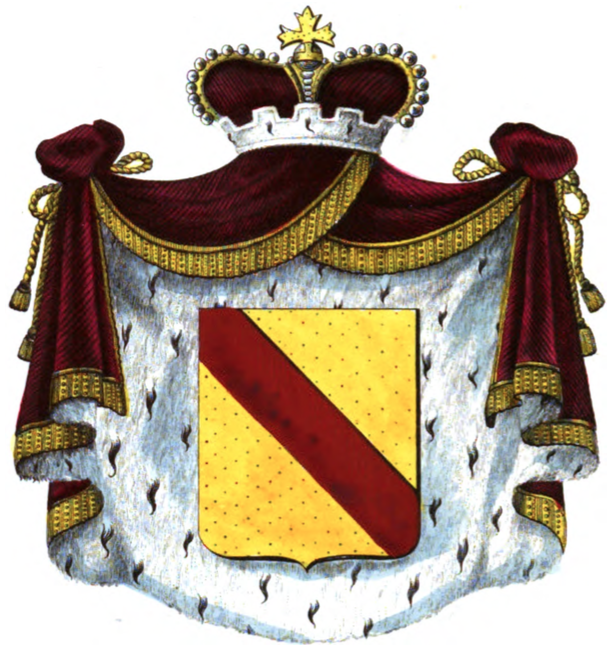
Stemma del Casato di Ligne

Dopo la morte di suo fratello Baldovino nel marzo 1985, Antonio diventò il capo del Casato di Ligne. Ricevette il titolo ereditario di XIII Principe di Ligne, Principe del Sacro Romano Impero, Principe di Amblise, Principe di Epinoy e Grandee. Fu un cavaliere del prestigioso Ordine del Toson d'oro. In campo sociale, è stato presidente dell'Associazione belga dell'Ordine di Malta dal 1986 al 1994.

### Morte
Il Principe è deceduto il 21 agosto 2005 a Belœil ed è stato succeduto al Principato dal figlio primogenito Michele.

## Discendenza
Dal matrimonio tra il Principe e Alice di Lussemburgo sono nati:
| Nome                   | Nascita          | Morte | Note |
| ---------------------- | ---------------- | ----- | --- |
| Principe Michele       | 26 maggio 1951   |       | capo della casa de Ligne dopo la morte del padre nel 2005, sposò nel 1981 Eleonora d'Orléans-Braganza.               |
| Principe Wauthier      | 10 luglio 1952   |       | sposò nel 1976 la contessa Régine de Renesse.                                                                        |
| Principessa Anna-Maria | 3 aprile 1954    |       | sposò nel 1981 Olivier Mortgat.                                                                                      |
| Principessa Cristina   | 11 agosto 1955   |       | sposò nel 1981 il Principe brasiliano Antoine d'Orléans-Braganza, fratello di Eleonora, moglie del Principe Michele. |
| Principessa Sofia      | 23 aprile 1957   |       | sposò nel 1982 il conte Philippe de Nicolay.                                                                         |
| Principe Lamoral       | 28 dicembre 1959 |       | sposò nel 2001 la contessa Jacqueline de Lannoy.                                                                     |
| Principessa Jolanda    | 16 giugno 1964   |       | sposò nel 1994 di Hugo Townsend (figlio di Peter Townsend).                                                          |

## Ascendenza
|                                                     |                                              |                                       | Genitori                                     |  |  | Nonni |  |  | Bisnonni           |  |  | Trisnonni              |  |
|                                                     |                                              |                                       |                                              |  |  |       |  |  | 8. Enrico di Ligne |  |  | 16. Eugenio I di Ligne |  |
|                                                     |                                              |                                       |                                              |  |  |       |  |  | 8. Enrico di Ligne |  |  | 16. Eugenio I di Ligne |  |
|                                                     |                                              | 17. Melania di Conflans d'Armentières |                                              |  |  |       |  |  | 8. Enrico di Ligne |  |  |                        |  |
| 4. Ernesto di Ligne                                 |                                              |                                       |                                              |  |  |       |  |  | 8. Enrico di Ligne |  |  |                        |  |
|                                                     |                                              | 9. Margherita di Talleyrand-Périgord  | 18. Ernesto di Talleyrand-Périgord           |  |  |       |  |  |                    |  |  |                        |  |
|                                                     |                                              | 9. Margherita di Talleyrand-Périgord  | 18. Ernesto di Talleyrand-Périgord           |  |  |       |  |  |                    |  |  |                        |  |
|                                                     |                                              | 9. Margherita di Talleyrand-Périgord  | 19. Maria Luisa Le Peletier de Mortefontaine |  |  |       |  |  |                    |  |  |                        |  |
| 2. Eugenio II di Ligne                              |                                              | 9. Margherita di Talleyrand-Périgord  |                                              |  |  |       |  |  |                    |  |  |                        |  |
|                                                     |                                              | 10. Rolando di Cossé-Brissac          | 20. Timoleone di Cossé-Brissac               |  |  |       |  |  |                    |  |  |                        |  |
|                                                     |                                              | 10. Rolando di Cossé-Brissac          | 20. Timoleone di Cossé-Brissac               |  |  |       |  |  |                    |  |  |                        |  |
|                                                     |                                              | 10. Rolando di Cossé-Brissac          | 21. Margherita Le Lièvre de La Grange        |  |  |       |  |  |                    |  |  |                        |  |
| 5. Diana di Cossé-Brissac                           |                                              | 10. Rolando di Cossé-Brissac          |                                              |  |  |       |  |  |                    |  |  |                        |  |
|                                                     |                                              | 11. Giovanna Maria Say                | 22. Costantino Andrea Say                    |  |  |       |  |  |                    |  |  |                        |  |
|                                                     |                                              | 11. Giovanna Maria Say                | 22. Costantino Andrea Say                    |  |  |       |  |  |                    |  |  |                        |  |
|                                                     |                                              | 11. Giovanna Maria Say                | 23. Giovanna Maria Emilia Wey                |  |  |       |  |  |                    |  |  |                        |  |
| 1. Antonio di Ligne                                 |                                              | 11. Giovanna Maria Say                |                                              |  |  |       |  |  |                    |  |  |                        |  |
|                                                     | 12. Antonio Giustino Leone Maria di Noailles | 24. Carlo Filippo Enrico di Noailles  |                                              |  |  |       |  |  |                    |  |  |                        |  |
|                                                     | 12. Antonio Giustino Leone Maria di Noailles | 24. Carlo Filippo Enrico di Noailles  |                                              |  |  |       |  |  |                    |  |  |                        |  |
|                                                     | 12. Antonio Giustino Leone Maria di Noailles | 25. Anna Maria Cecilia di Noailles    |                                              |  |  |       |  |  |                    |  |  |                        |  |
| 6. Francesco Giuseppe Eugenio Napoleone di Noailles | 12. Antonio Giustino Leone Maria di Noailles |                                       |                                              |  |  |       |  |  |                    |  |  |                        |  |
|                                                     |                                              | 13. Anna Murat                        | 26. Napoleone Luciano Carlo Murat            |  |  |       |  |  |                    |  |  |                        |  |
|                                                     |                                              | 13. Anna Murat                        | 26. Napoleone Luciano Carlo Murat            |  |  |       |  |  |                    |  |  |                        |  |
|                                                     |                                              | 13. Anna Murat                        | 27. Caroline Georgina Fraser                 |  |  |       |  |  |                    |  |  |                        |  |
| 3. Filippina Maria Cecilia Dolce di Noailles        |                                              | 13. Anna Murat                        |                                              |  |  |       |  |  |                    |  |  |                        |  |
|                                                     |                                              | 14. Arturo Dubois de Courval          | 28. Ernesto Alessio Dubois de Courval        |  |  |       |  |  |                    |  |  |                        |  |
|                                                     |                                              | 14. Arturo Dubois de Courval          | 28. Ernesto Alessio Dubois de Courval        |  |  |       |  |  |                    |  |  |                        |  |
|                                                     |                                              | 14. Arturo Dubois de Courval          | 29. Isabella Moreau                          |  |  |       |  |  |                    |  |  |                        |  |
| 7. Maddalena Maria Isabella Dubois de Courval       |                                              | 14. Arturo Dubois de Courval          |                                              |  |  |       |  |  |                    |  |  |                        |  |
|                                                     |                                              | 15. Maria Ray                         | 30. Riccardo Ray                             |  |  |       |  |  |                    |  |  |                        |  |
|                                                     |                                              | 15. Maria Ray                         | 30. Riccardo Ray                             |  |  |       |  |  |                    |  |  |                        |  |
|                                                     |                                              | 15. Maria Ray                         | 31. Maria Rebecca Boggs                      |  |  |       |  |  |                    |  |  |                        |  |
|                                                     |                                              | 15. Maria Ray                         |                                              |  |  |       |  |  |                    |  |  |                        |  |